# Carlow, Mecklenburg-Vorpommern
Carlow är en kommun och ort i Landkreis Nordwestmecklenburg i förbundslandet Mecklenburg-Vorpommern i Tyskland.
Kommunen ingår i kommunalförbundet Amt Rehna tillsammans med kommunerna Dechow, Groß Molzahn, Holdorf, Königsfeld, Rehna, Rieps, Schlagsdorf, Thandorf, Utecht och Wedendorfersee.